# Киберпанк
Киберпа́нк (англ. cyberpunk [ˈsaɪbə(r)ˌpʰʌŋk]) — поджанр научной фантастики, отражающий упадок человеческой культуры на фоне технологического прогресса в компьютерную эпоху. Сам термин является соединением префикса cyber- (от англ. cybernetics «кибернетика») и англ. punk «панк», впервые его использовал Брюс Бетке в качестве названия для своего рассказа 1983 года. Произведения, относимые к жанру «киберпанк», описывают антиутопический мир будущего, в котором развитые информационные технологии и кибернетика, виртуальная реальность, киборгизация, искусственный интеллект, сочетается со всеобъемлющим, чрезмерным, неограниченным и нерегулируемым государственным контролем за обществом (тоталитаризм, авторитаризм или даже фашизм в сочетании с алгократией и киберократией), либо наоборот упадком, коррупцией, разложением государственных институтов, клептократией, в сочетании с доминированием гигантских транснациональных корпораций, мафии, социального неравенства, бедности или радикальными переменами в социальном устройстве самого общества. Произведения киберпанка часто поднимают вопросы сущности человеческого разума и общества, грани между человеком и машиной, реальностью и виртуальностью, и проблему ярко выраженного социального расслоения между бедными и богатыми.

## Стиль и характер
Виднейшими представителями киберпанка в литературе являются Уильям Гибсон (William Gibson), Брюс Стерлинг (Bruce Sterling), Пэт Кадиган (Pat Cadigan), Руди Рюкер (Rudy Rucker) и Джон Ширли (John Shirley); многие также считают представителем киберпанка или одним из его предшественников Филипа Киндреда Дика (Phillip Kindred Dick), который не вписывается в хронологические рамки киберпанка. В 1980-х годах киберпанк пришёл и в кинематограф, наложив заметный отпечаток на множество фантастических фильмов, снятых с тех пор. Начиная с 1990-х годов определённые тенденции в музыке и в моде также начали связывать с киберпанком, а в мире компьютерных и настольных игр появились ролевые игры в стиле киберпанк. К началу XXI века элементы киберпанка встречаются в большом множестве произведений научной фантастики.
Жанр близок к антиутопии. По словам редактора фэнзина Nova Express Лоренса Персона:

Персонажами классического киберпанка были отчуждённые, нелюдимые одиночки, живущие на задворках общества, как правило, в антиутопическом будущем, где повседневная жизнь подвергается ошеломительному влиянию стремительных технологических перемен, всеобъемлющей компьютеризованной инфосферы и распространяющейся модификации человеческого тела.
Оригинальный текст (англ.)Classic cyberpunk characters were marginalized, alienated loners who lived on the edge of society in generally dystopic futures where daily life was impacted by rapid technological change, an ubiquitous datasphere of computerized information, and invasive modification of the human body.
— Лоренс Персон
Авторы произведений киберпанка ставят своей задачей не популяризировать достижения технологической революции, а повествовать о мире, где размыта граница между подлинным и иллюзорным (виртуальным) и — по формулировке Сергея Кузнецова, — актуализировано «желание человека перешагнуть за рамки человеческого, трансформировать себя в нечто иное. ‹…› При этом не так уж важно, что будет выступать в качестве инструмента трансформации: скопческий нож, традиционные наркотики или кибернетические устройства». Определяющая цель прозы киберпанка — расширение сознания, и потому, как утверждает Мерси Шелли, значительную роль — возможно, бо́льшую, чем компьютер, — «в произведениях киберпанков играют наркотики — технология, мягко говоря, не самая новая».
Сюжеты киберпанка часто построены вокруг конфликта между хакерами, искусственным интеллектом и мегакорпорациями и тяготеют к ближайшему будущему Земли чаще, чем к обстановке далёкого будущего или галактических перспектив, которые можно найти в классических фантастических романах, таких, как «Основание» Айзека Азимова или «Дюна» Фрэнка Герберта. Миры киберпанка имеют иной масштаб, это, как правило, постиндустриальные антиутопии. Произведения в стиле «киберпанк» описывают общество, находящееся на пороге бурных социальных и культурных преобразований, где технологии используются способами, не предусмотренными их создателями («улица найдёт собственное применение вещам»).
Атмосфера жанра частично перекликается со стилем «фильм-нуар», а относящиеся к нему литературные работы часто используют приёмы детектива.
К киберпанку ошибочно могут причисляться произведения других поджанров (такие, как литRPG) из-за акцента на информационных технологиях и виртуальной реальности, хотя их стоит относить к киберфантастике, так как признаки киберпанка у них отсутствуют.

## История жанра
Киберпанк появился в результате соединения высоких информационных технологий и молодёжной (в основном постмодернистской, радикально ориентированной) культуры.
Слово киберпанк было придумано писателем Брюсом Бетке, который в 1983 году опубликовал одноимённый рассказ. К киберпанку как таковому рассказ не имеет прямого отношения. Просто один из героев рассказа, хакер, носит характерную панковскую причёску. Однако именно это слово было использовано редактором Гарднером Дозуа (англ. Gardner Dozois) в его рецензии на романы Уильяма Гибсона. Позднее именно это слово и именно в том смысле, в котором Дозуа обобщил стилистику Гибсона, и стало определением киберпанка как жанра. Оно известно как критерий Дозуа: «High tech. Low life» («Высокие технологии, низкий уровень жизни»). Вторая часть критерия имеет в виду не только бедность, но и незащищённость, бесправие, бесперспективность.
Каждый день мы совершаем действия, непредсказуемые последствия которых могут иметь (и имеют) глобальный масштаб. С 1970 года количество людей на этой планете удвоилось; естественный мир, до недавнего времени окружавший человечество, становится редкостью. Нам не удаётся избавляться от вещей, которые кажутся нам неправильными. Как обществу, нам даже не удаётся избавиться от таких явно лишних вещей, как героин и водородная бомба. Как культура, мы любим играть с огнём, просто потому, что нам это нравится; а если на чём-нибудь можно будет делать деньги, то нас уже ничто не удержит. Ожившие трупы а-ля Мэри Шелли не пугают нас; нечто подобное происходит каждый день в отделениях интенсивной терапии. Сама человеческая мысль, заключённая в программном обеспечении, становится тиражируемым товаром. Даже содержимое человеческого мозга не является чем-то священным; напротив, человеческий мозг является предметом многочисленных научных разработок. На духовный аспект уже никто не обращает внимания. При таких обстоятельствах, мысль о том, что Природа Человека должна доминировать над Великой Машиной, просто глупа. Это может показаться странным для непосвящённых. Возьмём для примера лабораторную крысу, в чей мозг вживлены электроды. Как вы посмотрите на то, если она начнёт страстно проповедовать то, что в конце концов Природа Грызунов восторжествует? Почти всё, что мы делаем с крысами, можно проделать и с человеком. А с крысами мы можем сделать многое. Об этом нелегко думать, но это правда. Она не исчезнет, если мы закроем глаза. Это и есть киберпанк.Брюс Стерлинг, эссе «Киберпанк в девяностых».
Киберпанк как жанр научной фантастики был популяризован в начале 1980-х годов проживающим в Канаде писателем-фантастом Уильямом Гибсоном. После издания романа «Нейромант» (англ. Neuromancer, 1984, иногда переводится как «Нейромантик») Уильям Гибсон стал самым известным писателем в этом жанре. В жанре киберпанка написаны также романы Гибсона «Граф Ноль», 1986, и «Мона Лиза Овердрайв», 1988, вместе с «Нейромантом» составившие трилогию «Пространство». Затем к киберпанку обратилось немало одарённых и весьма различных по стилю американских писателей-фантастов, среди которых можно выделить Брюса Стерлинга, Руди Рюкера и Майкла Суэнвика. Своеобразный пост-киберпанковский стиль характерен также для футуристических романов Нила Стивенсона.
Некоторые считают, что киберпанк появился в значительной степени в противовес утопической фантастике, и что на его появление повлияло развитие информационных технологий в начале 1980-х годов, которое не находило адекватного отражения в традиционной научной фантастике того времени. Киберпанк же был нацелен в основном на ближайшее будущее, был технически точен и требовал от читателя хорошей осведомлённости в вопросах развития технологий, особенно компьютерных и сетевых.
В основном, произведения киберпанка ориентированы на молодёжную, протестную аудиторию. Сюжетом киберпанковских произведений часто становится борьба хакеров с могущественными корпорациями. Главный положительный персонаж зачастую представляется киберпреступником, маргиналом без системного образования. А мотивация отрицательных персонажей связана с их принадлежностью к правящим миром транснациональным корпорациям или зависимостью от них. Общая особенность лучших произведений жанра заключается в том, что воплощённый в них художественный мир представлен технологической антиутопией. В мире киберпанка высокое технологическое развитие зачастую соседствует с глубоким социальным расслоением, нищетой, бесправием, уличной анархией в городских трущобах. После ряда коммерчески успешных экранизаций образы и мотивы киберпанка получили развитие в кинематографе, альтернативной музыке, графических произведениях (особенно аниме) и в компьютерных играх.
Авторы произведений киберпанка становились лауреатами премий «Хьюго» и «Небьюла». В связи с интересом массовой аудитории к альтернативной истории в последнее время свои позиции укрепили авторы стимпанка. В наши дни некоторое распространение получили такие ответвления жанра, как кибертрэш и нанопанк, а также биопанк.

## Мир киберпанка
Ничем не замутнённая синева — что-то вроде торговой марки, по которой их узнают везде. И по кругу на каждом зрачке крошечными заглавными буквами выведено — Zeiss Icon. Буковки словно парят, они мерцают, как золотые блёстки…«Сожжение Хром»

Кадр из Ghost in the Shell: Innocence, вызывающий прямые ассоциации с классикой киберпанка Уильяма Гибсона Ничем не замутнённая синева — что-то вроде торговой марки, по которой их узнают везде. И по кругу на каждом зрачке крошечными заглавными буквами выведено — Zeiss Icon. Буковки словно парят, они мерцают, как золотые блёстки…

Типичные элементы мира киберпанка таковы:
- киберпространство;
- виртуальная реальность;
- искусственный интеллект;
- киборги, биороботы;
- городские трущобы в постапокалиптическом стиле;
- влиятельные крупные корпорации, т. н. дзайбацу;
- криминальные синдикаты, мафия;
- хакеры;
- киберпреступность, кибертерроризм;
- нанотехнологии, биоимплантаты;
- квантовая физика;
- генная инженерия;
- наркотики или необходимые для выживания лекарства.

В некоторых киберпанковских произведениях большая часть действия происходит в киберпространстве, размывающем границу между действительностью и виртуальной реальностью (так называемая «Дополненная реальность»). В таких произведениях описано прямое подключение человеческого мозга к компьютерным системам. Такой киберпанк изображает мир как тёмное, зловещее место, в котором Сеть управляет каждым аспектом жизни людей. Гигантские транснациональные корпорации подменяют собой правительства, обладая политической, экономической и даже военной силой. Тема борьбы аутсайдеров против тоталитарных или квази-тоталитарных систем типична для научной фантастики и киберпанка в частности.
Также встречаются сюжеты когда сама государственная система используя технологии устанавливает тоталитарный или квази-тоталитарный режим в сочетании с алгократией и киберократией, для удержания власти, управления и контроля за обществом, а протагонист может в той или иной степени быть частью данной системы, как главная героиня аниме-сериала Psycho-Pass, Аканэ Цунэмори. В таких произведениях поднимаются вопросы о границах государственного контроля за обществом и его подконтрольности, кто или что является мерилом: законности, прав людей, правильности, свободы, морали и этики в обществе.
Среди главных героев в киберпанковских произведениях обычно присутствуют компьютерные хакеры, олицетворяющие идею борьбы одиночки против несправедливости. Намного чаще это бесправные, аморальные, «негероические» люди, оказавшиеся в чрезвычайной ситуации, чем замечательные учёные или капитаны космических кораблей, ищущие приключений. Одним из прототипов персонажей киберпанка стал Кейс из романа Гибсона «Нейромант». Кейс — «ковбой консоли», хакер, предавший мафию. Лишённый своего дара из-за полученной травмы, Кейс неожиданно получает уникальную возможность излечиться, при условии участия в незаконной операции с новоявленными компаньонами.
Как и он, многие киберпанковские протагонисты используются другими людьми или ИИ. Они оказываются в практически безысходных ситуациях, в которых они ничего не понимают. Это антигерои нового мира, неудачники, люди второго сорта, которым предоставляется шанс изменить мир.
Киберпанковские произведения часто используются как метафора современных беспокойств, вызванных крахами корпораций, правительственной коррупцией, развитием средств слежения и отчуждением. Киберпанк стремится взволновать читателей и призвать их к действиям. Часто это выражается бунтарством, которое можно описать как контркультуру контркультурной научной фантастики.
Близкое знакомство с авторами киберпанка показывает, что они почти всегда рисуют общество будущего, в котором правительства слабы и жалки… Популярные произведения Гибсона, Уильямса, Кэдиган и других описывают оруэлловское сосредоточение власти в XXI веке, но власть почти всегда оказывается в руках богачей или корпоративной элиты.Дэвид Брин
Киберпанк также иногда представляется как описание эволюции Интернета. Виртуальные миры часто выступают под разными именами, такими как «киберпространство», «Сеть» или «Матрица». Ранние описания глобальных коммуникационных сетей появились раньше распространения Всемирной паутины, тогда как фантасты, такие как Артур Кларк, предсказали их появление.
Также в киберпанке представлены возможности существования гражданских прав и обязанностей у ИИ, как у загруженного в компьютер человеческого разума, имеющего рассудок и самоанализ. Это вновь поднимает вопрос о том, что наличие разума, сравнимого с человеческим, должно давать таким субстанциям права и статус, подобные человеческим.

## Русский киберпанк
Впервые термин «киберпанк» стал известен в СССР благодаря деятельности севастопольского фэна Андрея Черткова, который ещё в 1988 году опубликовал в своем фэнзине «Оверсан» выполненный им перевод известного литературоведческого эссе американского фантаста Майкла Суэнвика «Постмодернизм в фантастике: Руководство пользователя» о генезисе жанра и литературных войнах между писателями-киберпанками и так называемыми «гуманистами» (та, первая публикация этого эссе на русском языке называлась «Инструкция к постмодернистам»). В дальнейшем А. Чертков переехал из Севастополя в Санкт-Петербург, где, став редактором издательства «Terra Fantastica», продолжил активную пропаганду этого жанра среди российских писателей-фантастов — в частности, на заседаниях Семинара писателей-фантастов под руководством Бориса Стругацкого и на фантастических конвентах. А в середине 1990-х годов А. Чертков сумел пробить в производство и составленную им книжную серию «Виртуальный мир», в которой были изданы классические киберпанковские романы и рассказы Уильяма Гибсона, Брюса Стерлинга и Майкла Суэнвика, благодаря чему российские читатели и писатели смогли наконец ознакомиться с лучшими зарубежными образчиками жанра.
Одним из результатов пропагандистской деятельности А. Черткова стало то, что в русской литературе в начале 1990-х годов также появилось направление, которое можно назвать «русским киберпанком». К наиболее ранним киберпанковским произведениям можно отнести повесть участников Семинара Б. Стругацкого Александра Тюрина и Александра Щёголева «Сеть» и роман Александра Тюрина «Каменный век», изданные в 1992 году. В этих текстах читатель встречается со сложными концепциями взаимодействия человека и компьютерной сети, с машинно-человеческими интерфейсами, органическими и неорганическими киберимплантатами, с цифровыми «двойниками» реальных объектов, с вмешательством компьютерных систем в государственное управление.
Заметным явлением в фэндоме стали написанные в 1990—1993 годах произведения Д. и П. Криворучко (в основном миниатюрного жанра), прятавшихся под псевдонимами «Сэконд Хэнд», «Любимец Богов Лучше Всех Спрятанный» и рядом других. Объявив себя «первыми русскими киберпанками», эти авторы, хотя и привлекли внимание читателей к темам и концепции киберпанка, на самом деле киберпанками не являлись, попросту используя это понятие в своей постмодернистской игре.
В более поздних произведениях Александра Тюрина («Боятся ли компьютеры адского пламени», 1998, «Киберозойская эра», 2003 и «Судьба Кощея в киберозойскую эру») заметны элементы нанопанка. Роман Мерси Шелли «Паутина» можно назвать произведением о машинных интерфейсах человеко-человеческого общения. Позднее в печати появились произведения ряда молодых авторов, относящих свои произведения к жанру киберпанк — например, «Кремниевое небо» Игоря Шапошникова, два разных цикла «Хакеры» Александра Чубарьяна, «Анклавы» Вадима Панова. Часто к киберпанку причисляется трилогия «Лабиринт отражений» Сергея Лукьяненко, «Там (Город крыс)» Алексея Калугина, «Последний аватар» Александра Зорича. Однако по сути эти романы скорее являются «романами о виртуальности» (по определению самого Лукьяненко). Также к киберпанку относят «Древо жизни» В. Кузьменко, «Алмазные нервы» В. Бурцева, «Сезон оружия» А. Зорича, «Фальшивые зеркала» С. Лукьяненко.
Наиболее близко по антуражу и атмосфере к классическому киберпанку трилогия Александра и Людмилы Белаш «Война кукол», действие которой разворачивается в трущобах мегаполиса, а главными героями являются киборги.
Согласно краткому обзору известного фантаста Владимира Васильева «Киберпанк для русских и нерусских», предтечей русского киберпанка явились произведения Тюрина, однако первым настоящим русским киберпанком по мнению Васильева стал «Лабиринт отражений» Лукьяненко. А вторым его собственное (Васильева) произведение «Сердца и моторы», третьим же он называет «Свободный охотник» Щёголева. В качестве типичного примера ранних попыток написания произведений в этом жанре, окончившихся неудачей, он приводит «Фантомная боль» Михаила Тырина, попытавшегося написать произведение в духе киберпанка, не обладая минимально необходимыми техническими знаниями, в результате чего произведение изобилует многочисленными логическими и техническими противоречиями. По мнению Васильева разница между американским и русским киберпанком заключается в том, что американский киберпанк является наследником пост-модернизма и зачастую мрачен, в то время как русский киберпанк в целом следует духу традиционной научной фантастики, отличаясь от неё в основном антуражем. В то же время Тюрин, которого он отнёс не к настоящему русскому киберпанку, а к его предтечам, по мнению Васильева, старается в своих киберпанк-произведениях следовать духу постмодернизма.
Яркими примерами также могут являться книги «Падшие ангелы Мультиверсума» Леонида Алёхина, на которой была основана ККИ «Диктатор Контроль», и «S.N.U.F.F.» Виктора Пелевина.

## Японский киберпанк

Зелёный цифровой дождь, первоначально появившийся в Ghost in the Shell, а затем заимствованный и используемый в фильме «Матрица»

### Анимация и манга
«Концептуализация, вплетённая в киберпанк, — это что-то большее, чем заготовка на будущее, взгляд на новую глобальную культуру. Это культура, которая не существует в данный момент, так что японские концепции киберпанк-будущего, похоже, точно так же правомерны, как и западные, особенно из-за того, что западный киберпанк часто включает в себя многие японские элементы».
Оригинальный текст (англ.)The conceptualization involved in cyberpunk is more of forging ahead, looking at the new global culture. It is a culture that does not exist right now, so the Japanese concept of a cyberpunk future, seems just as valid as a Western one, especially as Western cyberpunk often incorporates many Japanese elements.
— Ruh, Brian (2000), «Liberating Cels: Forms of the Female in Japanese Cyberpunk Animation». AnimeResearch.com. December 2000.
Уильям Гибсон сейчас частый гость в Японии, и он обнаружил, что многие его фантазии о Японии стали реальностью:

Современная Япония была просто киберпанком. Японцы сами знали это и наслаждались этим. Я помню моё мимолётное впечатление от Сибуи, когда один из молодых токийских журналистов, который отвёз меня туда, — его лицо пропиталось светом тысячи медиасолнц, всем этим возвышающимся анимированным кишением коммерческой информации, — сказал: «Вы видите? Вы видите? Это город из „Бегущего по лезвию“». И это был он. Это было так очевидно.
Оригинальный текст (англ.)Modern Japan simply was cyberpunk. The Japanese themselves knew it and delighted in it. I remember my first glimpse of Shibuya, when one of the young Tokyo journalists who had taken me there, his face drenched with the light of a thousand media-suns — all that towering, animated crawl of commercial information — said, "You see? You see? It is Blade Runner town." And it was. It so evidently was.
— Gibson, William. «The Future Perfect: How Did Japan Become the Favored Default Setting for So Many Cyberpunk Writers?», Time International, 30 April 2001:48.
Киберпанк вдохновил множество анимационных работ в данном жанре — как отдельные произведения, так и целые франшизы:
- Megazone 23 (1985—1989)
- Neo Tokyo (1987)
- Black Magic M-66 (1987)
- Angel Cop (1989—1994)
- Bubblegum / AD. Police:
  - Bubblegum Crisis (1987—1991)
  - A.D. Police Files (1990)
  - Bubblegum Crash! (1991)
  - Bubblegum Crisis Tokyo 2040 (1998)
  - A.D. Police: To Protect and Serve (1999)
  - Parasite Dolls[англ.] (2003)
- Akira (1988)
- Dominion:
  - Dominion: Tank Police (1988—1989)
  - New Dominion Tank Police (1993—1994)
  - TANK S.W.A.T. 01 (2006)
- Appleseed:
  - Appleseed OVA-1 (1988)
  - Appleseed (2004)
  - Appleseed Ex Machina (2007)
  - Appleseed XIII (2011)
  - Appleseed Alpha (2014)
- Goku Midnight Eye:
  - Midnight Eye: Gokuu (1989)
  - Midnight Eye: Gokuu II (1989)
- Cyber City Oedo 808 (1990)
- Æon Flux (1991—1995)
- Silent Möbius[англ.]:
  - Silent Mobius: The Motion Picture (1991)
  - Silent Mobius: The Motion Picture 2 (1992)
  - Silent Mobius (1998)
- GUNNM:
  - Battle Angel (1993)
  - Battle Angel Alita 3D Special (2000)
- Genocyber (1994)
- Macross Plus (1994)
- Armitage:
  - Armitage III (1995)
  - Armitage II (2002)
- Koukaku Kidoutai:
  - Ghost in the Shell (1995)
  - Ghost in the Shell: Stand Alone Complex (2002—2003)
  - Ghost in the Shell 2: Innocence (2004)
  - Ghost in the Shell: S.A.C. 2nd GIG (2004—2005)
  - Ghost in the Shell: Stand Alone Complex — Solid State Society (2006)
  - Ghost in the Shell: Arise (2013—2015)
  - Ghost in the Shell: The New Movie[англ.] (2016)
  - Ghost in the Shell: SAC_2045[англ.] (2020)
- Serial Experiments Lain (1998)
- «Бэтмен будущего» (1999—2001)
- éX-Driver[англ.] (2000—2001)
- The Animatrix (2003)
- Heat Guy J (2003)
- Texhnolyze (2003)
- BLAME!:
  - Blame! Ver. 0.11: salvaged disc by Cibo (2003)
  - Blame! Prologue (2007)
  - Blame! (2017)
- Pale Cocoon (2005)
- Fragile Machine[англ.] (2005)
- Ergo Proxy (2006)
- Renaissance (2006)
- Dennou Coil (2007)
- Vexille (2007)
- Real Drive[англ.] (2008)
- Mardock Scramble:
  - Mardock Scramble: The First Compression (2010)
  - Mardock Scramble: The Second Combustion (2011)
  - Mardock Scramble: The Third Exhaust (2012)
- Psycho-Pass:
  - Psycho-Pass (2012)
  - Psycho-Pass 2 (2014)
  - Psycho-Pass: The Movie (2015)
  - Psycho-Pass: Sinners of the System (2019)
  - Psycho-Pass 3 (2019)
  - Psycho-Pass 3: First Inspector (2020)
- Dimension W[англ.] (2016)
- Blade Runner Black Out 2022[англ.] (2017)
- No Guns Life[англ.] (2019—2020)
- Akudama Drive (2020)
- Cyberpunk: Edgerunners (2022)

## Фильмы и телевидение

Футуристический Лос-Анджелес 2019 года в киберпанковском фильме «Бегущий по лезвию» (1982)

Одним из предтеч киберпанка в кино считается немецкий мини-сериал «Мир на проводе» (1973) — экранизация романа Дэниэла Фрэнсиса Галуйе «Симулакрон-3», посвящённого проблеме виртуальной реальности (на этой же книге основан более поздний фильм «Тринадцатый этаж»).
По мнению Карло Каваньи, обозревателя сайта AboutFilm.com, фильм «Бегущий по лезвию», снятый режиссёром Ридли Скоттом по роману Филиппа Дика «Мечтают ли андроиды об электроовцах?» и вышедший на экраны в 1982 году, стал первой кинокартиной, которую можно отнести к жанру киберпанк. Действие фильма происходит в антиутопическом будущем 2019 года. Опуская религиозные и мифические элементы оригинального романа Дика, картина более чётко укладывается в рамки жанра киберпанка, чем роман.
Позднее Уильям Гибсон признал, что после первого просмотра фильма он был поражён, насколько атмосфера фильма совпадала с его видением во время работы над «Нейромантом». Тон фильма стал образцом для множества киберпанк-фильмов. Несколько работ того же Уильяма Гибсона были адаптированы для киноэкрана: «Джонни-мнемоник» (1995), «Отель „Новая роза“» (1998), но они провалились как в прокате, так и у критики.
Другим фильмом, повлиявшим на киберпанк, стал «Трон», вышедший в том же 1982 году. Хотя в фильме слабо выражена социальная сторона киберпанка, он раскрывал тему виртуальной реальности, а главное, своим революционным визуальным рядом существенно повлиял на эстетику как киберпанка, так и видеоигр. Следующим этапом в развитии киберпанка в кино стал фантастический боевик «Робокоп», рассказывавший о киборге в недалёком будущем, где вся власть принадлежит корпорациям. Фильм получил два продолжения. К киберпанку также идейно и эстетически близок аниме-фильм «Акира» (1988), хотя о его принадлежности к этому жанру ходят споры.
1990-е стали периодом расцвета киберпанка в кино, когда было снято множество фильмов, в той или иной мере близких к этому жанру: «Вспомнить всё» (1990), «Газонокосильщик» (1992) и его сиквел, «Призрак в доспехах» (1995), «Странные дни» (1995), «Джонни-мнемоник» (1995), «Хакеры» (1995), «Виртуозность» (1995), «Армитаж III» (1996), "Отель «Новая роза» (1998), «Нирвана» (1997), «Тринадцатый этаж» (1999), «Экзистенция» (1999). Особый успех имел фильм «Матрица» (1999), сочетающий черты киберпанка, постапокалипсиса и боевика. Появились и мультсериалы в жанре киберпанка, например «Эксперименты Лэйн».
В 2000-е интерес к жанру в кино снизился. Исключение составляло аниме, в котором продолжили выходить новые мультфильмы и мультсериалы в этом жанре, в том числе продолжения «Призрака в доспехах», а также «Эрго Прокси», «Аниматрица», «Кибервиток», «Мэрдок Скрэмбл». Кроме того, элементы киберпанка стали привычной частью голливудской кинофантастики, встречаясь в таких фильмах как «Особое мнение» (2002), «Я, робот» (2004), «Искусственный разум» (2001), «Элизиум» (2013).
В 2010-е началось возвращение интереса кинематографистов к киберпанку, но уже в рамках ретро-ностальгии. Регулярно снимаются фильмы в этом жанре, однако чаще всего это ремейки или продолжения известных киберпанк-картин прошлого: «Вспомнить всё» (2012), «Робокоп» (2014), «Призрак в доспехах» (2017), «Трон: Наследие» (2010), «Матрица: Воскрешение» (2021). Как правило, такие картины не имеют успеха у критиков и зрителей; исключением стал фильм «Бегущий по лезвию 2049» (2017), получивший одобрение критиков и ряд престижных премий, но всё равно провалившийся в прокате.

## Музыка
Некоторая музыка ассоциируется с киберпанком в силу своего определённого звучания, эстетического стиля или музыкального содержания. Также здесь речь может идти и о музыке, которая так или иначе связана с тематикой киберпанка (например, это может относиться к группам, которые пишут тексты на темы будущего кибер-прогресса, дистопии и места человека в этом мире). Жанр электронной музыки, особенно индустриальной, в целом наиболее полно отражает настроение и атмосферу этого направления. Поэтому многие композиции в духе киберпанка относятся к следующим стилям: индастриал, нойз, EBM, постиндастриал, дарк-электро, синти-поп, витч-хаус, ретровейв, и прочим направлениям электронной музыки. Кроме того, значительное влияние как на индастриал-сцену, так и на киберпанк оказало творчество прото-панк группы The Velvet Underground — в частности, у Р. Рюкера и У. Гибсона есть романы, названные в честь песен этой группы. Также могут изредка встречаться вкрапления фолк-музыки (зачастую, японской) и даб. В 2010-е получил популярность новый музыкальный жанр синтвейв, очень близкий к эстетике киберпанка.
Например, многие композиции из саундтрека к игре Deus Ex, созданные Александром Брэндоном (а также Михиль ван ден Босом и некоторыми другими), выдержанные в основном в стилях эмбиента и техно, можно отнести к киберпанку. Также к нему можно отнести и композиции из саундтрека к игре «Deus Ex: Human Revolution», созданные музыкантом Майклом МакКэном (Michael McCann), которые сохраняют некоторые музыкальные мотивы из предыдущих игр серии и сочетают в себе такие стили, как «высокотехнологичный» эмбиент и брейкбит.
Певец Билли Айдол, вдохновлённый эстетикой киберпанка, в 1993 году выпустил альбом Cyberpunk.

## Игры
В играх, объединённых тематикой киберпанка, присутствуют ключевые темы данного жанра: антиутопичность будущего, мир на грани вымирания после глобальной катастрофы, высокотехнологичность, сочетаемая с разрушением социальных связей, гнёт власти имущих корпораций, промышленный и социальный шпионаж, плохое состояние экологии и так далее. Игрок может сам принять участие в решении мировых проблем будущего, став активным участником игрового процесса.
К наиболее значимым киберпанковским играм относят игры серий System Shock, Deus Ex, Syndicate, а также игры вне серий Invisible, Inc., Signalis.
Существуют также вселенные настольных ролевых игр Shadowrun (смесь киберпанка и городского фэнтези) и Cyberpunk 2020. На основе обеих созданы успешные видеоигры, причём Cyberpunk 2077, вышедшую в 2020 году, нередко относят к наиболее заметным киберпанк-играм.

## Реальная жизнь

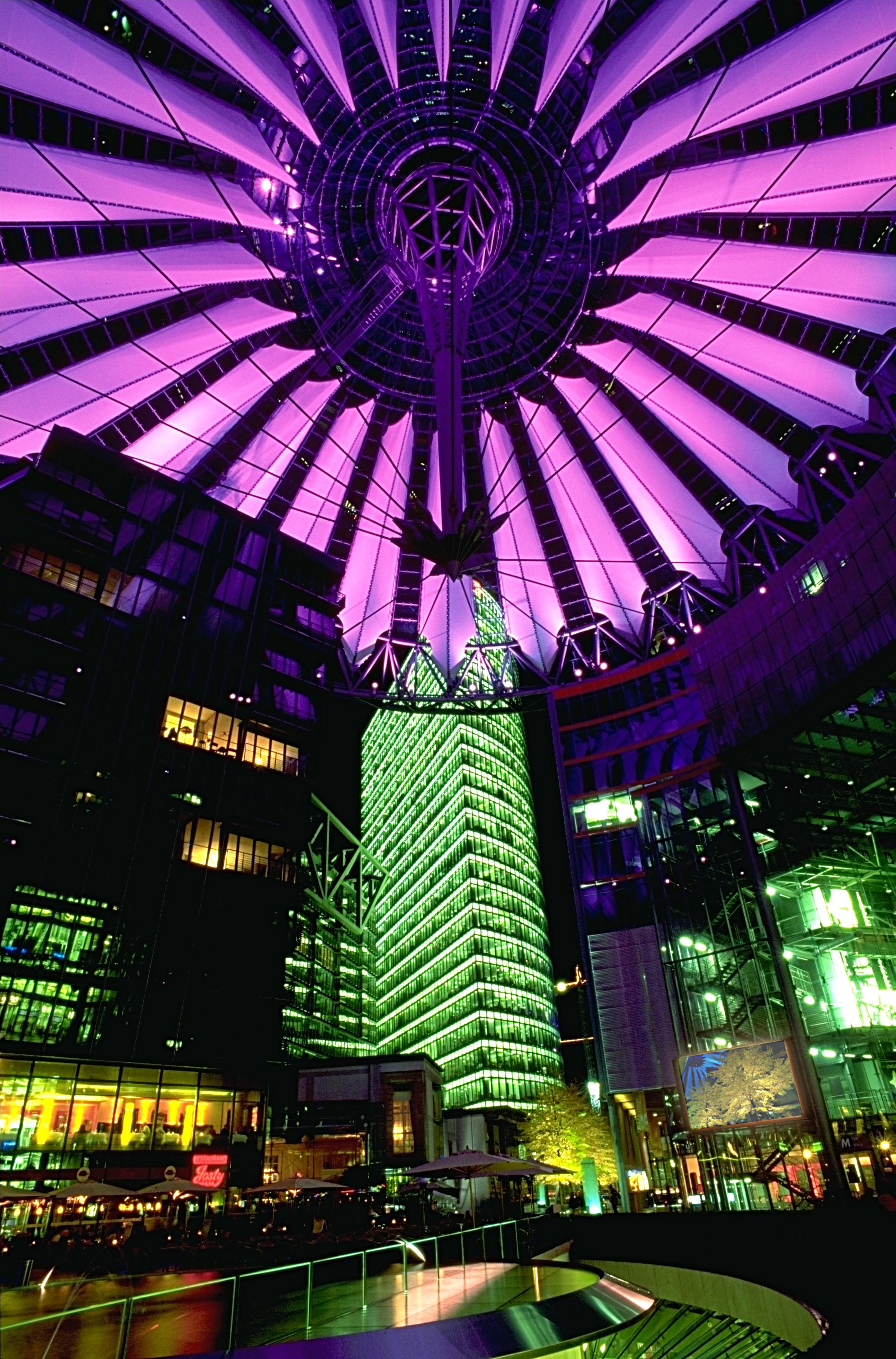
Sony Center в Берлине

«В течение последних десятилетий IT-пакет развивался в соответствии с онтологическими представлениями, построенными в 1980-х гг. писателями-фантастами направления „киберпанк“», а не стимпанк, характеризующий традиционную форму производящей экономики. «Примером эстетики киберпанка является айфон (малые размеры, обтекаемые формы, невозможность судить по внешнему виду вещи о её назначении). Для этой формы эстетики характерна мода в стиле „унисекс“, игнорирование гендерных различий. Примером эстетики стимпанка является атомная электростанция, крупный боевой корабль, тяжёлая ракета-носитель. Это — индустриальная эстетика: большие понятные механизмы, выраженные гендерные различия в моде и поведении, прогресс».
Некоторые существующие в действительности места описываются как «состоявшийся киберпанк»:
- Акихабара и Сибуя в Токио[29]
- Sony Center на Потсдамской площади в Берлине[30]